# فرامرز صدیقی
فرامرز صدیقی (زادهٔ ۱۳۲۸ در سقز) بازیگر ایرانی است. او فارغ‌التحصیل تئاتر از دانشکده هنرهای زیبای دانشگاه تهران است. صدیقی فعالیت حرفه‌ای خود را سال ۱۳۴۷ با بازی در تئاتر رستم و سهراب آغاز کرد. او فعالیت سینمایی خود را سال ۱۳۵۱ با بازی در فیلم چشمه به کارگردانی آربی اوانسیان تجربه کرد. او با فیلم برهنه تا ظهر با سرعت (۱۳۵۱) به شهرت رسید و از کارهای شاخص او می‌توان به دندان مار (۱۳۶۸) و تیغ و ابریشم (۱۳۶۴) اشاره کرد.

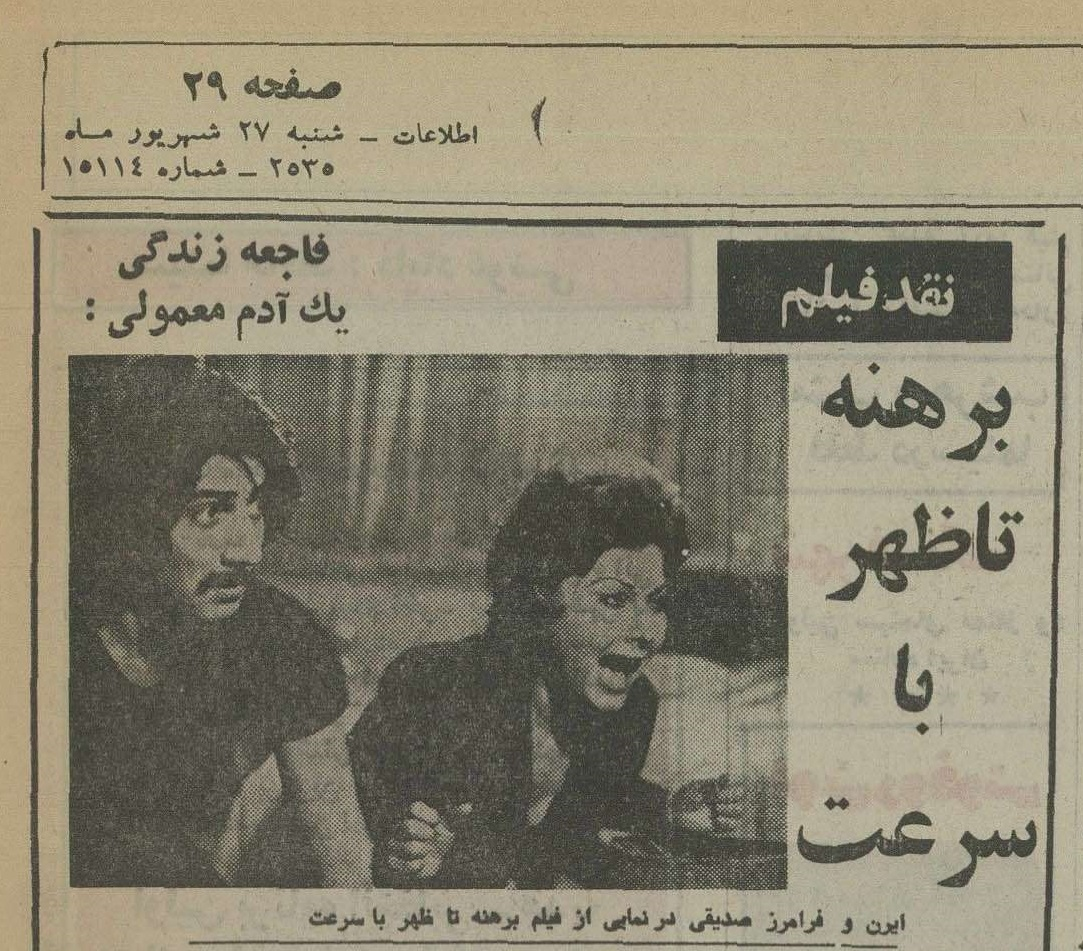
فرامرز صدیقی و ایرن در برهنه تا ظهر با سرعت، روزنامه اطلاعات، ۱۳۵۳

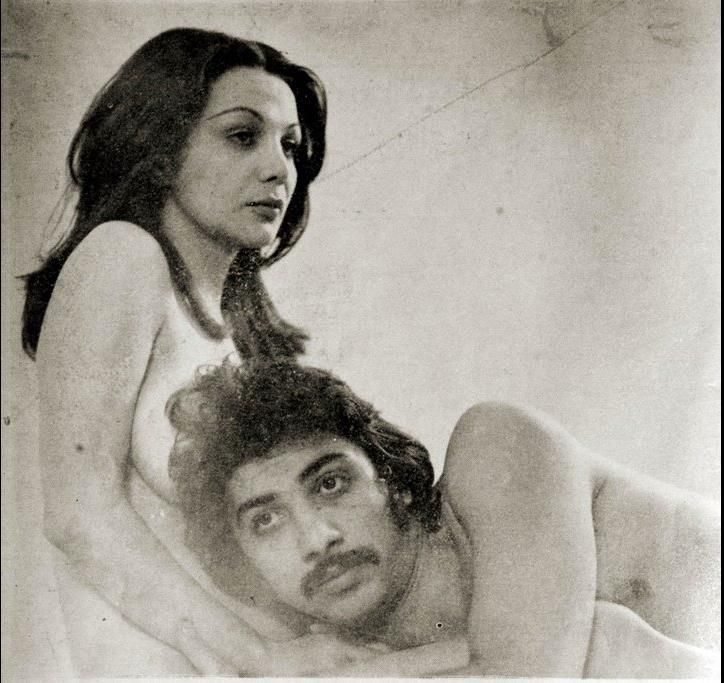
فرامرز صدیقی و فرشته جنابی در برهنه تا ظهر با سرعت، مجله سپید و سیاه، تیر ۱۳۵۳

## زندگی‌نامه
فرامرز صدیقی تا ۱۷ سالگی در شهر سقز زندگی می‌کرد و درس می‌خواند تا اینکه پس از قبولی در دانشگاه تهران در سال ۱۳۴۶ وقتی ۱۸ ساله بود به پایتخت نقل مکان کرد. او قبل از انقلاب در چند فیلم سینمایی به ایفای نقش پرداخت. فیلم زن باکره در سال ۱۳۵۲ یکی از فیلمهای معروف بود که در کنار مرتضی عقیلی و مهدی فخیم زاده ایفای نقش پرداخت.
بعد از انقلاب در سال ۱۳۵۹ اولین فیلم سینمایی خود را انجام داد. فیلم گفت هر سه نفرشان به کارگردانی غلامعلی عرفان نخستین فعالیت حرفه ای او بعد از انقلاب بود و در کنار سعید امیر سلیمانی و جمشید مشایخی و همایون اسعدیان بازی کرد. از دیگر فیلم‌های او می‌توان به دندان مار، آخرین پرواز، دلشدگان و دادستان اشاره کرد.
صدیقی قبل از انقلاب به عنوان مدرس بازیگری تئاتر شروع به کار کرد که از مشهورترین شاگردان وی می‌توان به خانم مهرانه مهین ترابی اشاره کرد.
این بازیگر در سال ۱۳۷۱ در قامت نویسنده فیلمنامه و کارگردانی فیلم سینمایی طعمه را با حضور جمشید هاشم‌پور و رضا رویگری ساخت.
آخرین فیلمی هم که این بازیگر در آن به ایفای نقش پرداخته، خاک و آتش محصول ۱۳۸۹ است. صدیقی به گفته برخی همکارانش در دهه ۱۳۹۰ گوشه‌گیری را انتخاب کرد و به گفته پرویز پرستویی، که نخستین بار عکس جنجالی صدیقی را او منتشر کرده است، وقتی برای فیلم قاتل اهلی ۱۳۹۵، به کارگردانی مسعود کیمیایی به دنبالش رفتند، حتی حاضر نشد درِ خانه را روی عوامل تولید باز کند.

## فیلم سینمایی
- خاک و آتش (۱۳۸۹)
- پسر آدم، دختر حوا (۱۳۸۷)
- قدمگاه (۱۳۸۲)
- مارال (۱۳۷۹)
- هزاران زن مثل من (۱۳۷۹)
- عشق کافی نیست (۱۳۷۷)
- اسکادران عشق (۱۳۷۵)
- پاییز بلند (۱۳۷۲)
- طعمه (۱۳۷۱؛ نویسنده و کارگردان)
- دادستان (۱۳۷۰)
- دلشدگان (۱۳۷۰)
- آخرین پرواز (۱۳۶۸)
- دندان مار (۱۳۶۸)
- زمان ازدست‌رفته (۱۳۶۸)
- روزنه (۱۳۶۷)
- سایه‌های غم (۱۳۶۶)
- تیغ و ابریشم (۱۳۶۴)
- گفت هرسه نفرشان (۱۳۵۹)
- امشب اشکی می‌ریزد (۱۳۵۷)
- برهنه تا ظهر با سرعت (۱۳۵۵)
- زن باکره (۱۳۵۲)
- چشمه (۱۳۵۱)

## مجموعه تلویزیونی
| سال  | نام            | کارگردان         | توضیحات |
| ---- | -------------- | ---------------- | ------- |
| ۱۳۷۲ | پاییز بلند     | منوچهر عسگری‌نسب  |         |
| ۱۳۷۴ | حمله دار       | جعفر سیمایی      |         |
| ۱۳۷۵ | فریاد بی صدا   | جهانگیر جهانگیری |         |
| ۱۳۷۷ | روزی عقابی     | سیدمحمدرضا مفیدی |         |
| ۱۳۷۸ | ایستگاه        | منوچهر عسگری‌نسب  |         |
| ۱۳۷۸ | تنها در تاریکی | مسعود رشیدی      |         |
| ۱۳۷۸ | داستان یک شهر  | اصغر فرهادی      |         |
| ۱۳۸۰ | چراغ‌های خاموش  | کاظم بلوچی       |         |
| ۱۳۸۰ | گمگشته         | رامبد جوان       |         |
| ۱۳۸۲ | برگه‌های سفید   | شفیع آقا محمدیان |         |
| ۱۳۸۲ | هنگامه         | مجید جوانمرد     |         |
| ۱۳۸۲ | مردان کوچک     | اکبر منصور فلاح  |         |
| ۱۳۸۳ | تا غروب        | محمد بنایی       |         |
| ۱۳۸۳ | دایره تردید    | امیر قویدل       |         |
| ۱۳۸۵ | گلریزان        | مسعود رشیدی      |         |
| ۱۳۸۶ | سرنوشت         | محمدرضا زهتابی   |         |

## جشنواره‌ها
- برنده سیمرغ بلورین بهترین نقش اول مرد به خاطر فیلم دادستان در دهمین دوره جشنواره فیلم فجر - ۱۳۷۰[۴]
- کاندیدای بهترین نقش اول مرد به خاطر فیلم دندان مار در هشتمین دوره جشنواره فیلم فجر - ۱۳۶۸
- کاندیدای بهترین نقش اول مرد به خاطر فیلم مارال در نوزدهمین دوره جشنواره فیلم فجر - ۱۳۷۹
- کاندیدای بهترین نقش دوم مرد به خاطر فیلم ''هزاران زن مثل من در نوزدهمین دوره جشنواره فیلم فجر - ۱۳۷۹